# 湘山寺遗址
湘山寺遗址，位于中国广西壮族自治区全州县城西隅湘山，为一个省级文物保护单位，类型为古建筑及历史纪念建筑物，为第四批广西壮族自治区文物保护单位，公布时间为1994年7月8日。
湘山寺遗址的历史年代为唐-民国。西元756年，出家人释全真（湖南郴州人）所创建。1945年，日軍撤离全州时焚毁。